# Evolucionabilidad
La evolucionabilidad se define como la capacidad de un sistema para la evolución adaptativa. La capacidad de evolución es la capacidad de una población de organismos para no solo generar diversidad genética, sino para generar diversidad genética adaptativa, y así evolucionar a través de la selección natural. Para que un organismo biológico evolucione por selección natural, debe haber una cierta probabilidad mínima de que las nuevas variantes hereditarias sean beneficiosas. Se espera que las mutaciones aleatorias, a menos que ocurran en el ADN no codificante, sean en su mayoría perjudiciales. Las mutaciones beneficiosas son siempre raras, pero si son demasiado raras, la adaptación no puede ocurrir. Los primeros esfuerzos fallidos para evolucionar los programas informáticos mediante mutación y selección aleatorias demostraron que la capacidad de evolución no está dada, sino que depende de la representación del programa como una estructura de datos, ya que esto determina cómo los cambios en el programa se relacionan con los cambios en su comportamiento. Análogamente, la capacidad de evolución de los organismos depende de su mapa genotipo-fenotipo. Esto significa que los genomas están estructurados de una manera que hace más probables los cambios beneficiosos. Esto se ha tomado como evidencia de que la evolución no solo ha creado organismos más en forma, sino también poblaciones de organismos que pueden evolucionar mejor. 

## Definiciones alternativas
Andreas Wagner describe dos definiciones de evolucionabilidad. Según la primera definición, un sistema biológico es evolutivo: 
- si sus propiedades muestran variación genética hereditaria, y
- si la selección natural puede así cambiar estas propiedades.

De acuerdo con la segunda definición, un sistema biológico es evolutivo: 
- si puede adquirir nuevas funciones a través del cambio genético, funciones que ayudan al organismo a sobrevivir y reproducirse.

Por ejemplo, considere una enzima con múltiples alelos en la población. Cada alelo cataliza la misma reacción, pero con un nivel de actividad diferente. Sin embargo, incluso después de millones de años de evolución, al explorar muchas secuencias con una función similar, no puede existir una mutación que le brinde a esta enzima la capacidad de catalizar una reacción diferente. Por lo tanto, aunque la actividad de la enzima es evolutiva en el primer sentido, eso no significa que la función de la enzima sea evolutiva en el segundo sentido. Sin embargo, todo sistema evolutivo en el segundo sentido también debe evolucionar en el primero. 
Pigliucci reconoce tres clases de definición, dependiendo de la escala de tiempo. La primera corresponde a la primera de Wagner, y representa las escalas de tiempo muy cortas descritas por la genética cuantitativa. Divide la segunda definición de Wagner en dos categorías, una que representa las escalas de tiempo intermedias que pueden estudiarse utilizando la genética de poblaciones y otra que representa innovaciones de forma extremadamente raras a largo plazo. 
La segunda definición de evolución de Pigliucci incluye el concepto cuantitativo de evolución de Altenberg, que no es un solo número, sino toda la parte superior de la distribución de aptitud de la descendencia producida por la población. Esta cantidad se consideró una propiedad "local" del estado instantáneo de una población, y su integración en la trayectoria evolutiva de la población, y en muchas poblaciones posibles, sería necesaria para brindar una medida más global de la evolvencia. 

## Generando más variación
Una variación fenotípica más hereditaria significa más evolvibilidad. Si bien la mutación es la fuente principal de variación hereditaria, sus permutaciones y combinaciones también hacen una gran diferencia. La reproducción sexual genera más variación (y por lo tanto, evolvability) en relación con la reproducción asexual (ver evolución de la reproducción sexual). La capacidad de evolución aumenta aún más al generar más variación cuando un organismo está estresado, y, por lo tanto, es probable que esté menos bien adaptada, pero menos variación cuando un organismo está bien. La cantidad de variación generada se puede ajustar de muchas maneras diferentes, por ejemplo, a través de la tasa de mutación, a través de la probabilidad de reproducción sexual frente a asexual, a través de la probabilidad de cruzamiento frente a endogamia, a través de la dispersión, y mediante el acceso a variantes previamente crípticas a través de La conmutación de un condensador evolutivo. Un gran tamaño poblacional aumenta la afluencia de nuevas mutaciones en cada generación.

## Mejora de la selección
En lugar de crear más variaciones fenotípicas, algunos mecanismos aumentan la intensidad y la eficacia con que la selección actúa sobre la variación fenotípica existente. Por ejemplo: 
- Rituales de apareamiento que permiten la selección sexual en "genes buenos", y así intensifican la selección natural.[13]
- El tamaño de la población efectiva grande aumenta el valor de umbral del coeficiente de selección por encima del cual la selección se convierte en un jugador importante. Esto podría ocurrir a través de un aumento en el tamaño de la población del censo, disminuyendo la deriva genética, a través de un aumento en la tasa de recombinación, disminuyendo el reclutamiento genético, o a través de cambios en la distribución de probabilidad del número de descendientes.[13]
- La recombinación disminuye la importancia del efecto Hill-Robertson, donde diferentes genotipos contienen diferentes mutaciones adaptativas. La recombinación une los dos alelos, creando un super-genotipo en lugar de dos linajes en competencia.[13]
- Tiempo de generación más corto.[13]

## Robustez y evolucionabilidad
La relación entre la robustez y la capacidad de evolución depende de si se puede ignorar la recombinación. La recombinación generalmente se puede ignorar en poblaciones asexuales y para rasgos afectados por genes individuales. 

### Sin recombinación
La robustez frente a la mutación no aumenta la capacidad de evolución en el primer sentido. En organismos con un alto nivel de robustez, las mutaciones tienen efectos fenotípicos más pequeños que en organismos con un bajo nivel de robustez. Por lo tanto, la robustez reduce la cantidad de variación genética hereditaria sobre la cual puede actuar la selección. Sin embargo, la robustez puede permitir la exploración de grandes regiones del espacio genotípico, aumentando la capacidad de evolución según el segundo sentido. Incluso sin diversidad genética, algunos genotipos tienen una capacidad de evolución más alta que otros, y la selección de la robustez puede aumentar la "riqueza de vecindad" de los fenotipos a los que se puede acceder desde el mismo genotipo de partida por mutación. Por ejemplo, una razón por la que muchas proteínas son menos resistentes a la mutación es que tienen una estabilidad termodinámica marginal, y la mayoría de las mutaciones reducen aún más esta estabilidad. Las proteínas que son más termoestables pueden tolerar una amplia gama de mutaciones y son más evolutivas. Para los rasgos poligénicos, la riqueza del vecindario contribuye más a la capacidad de evolución que la diversidad genética o la "propagación" a través del espacio genotípico.

### Con recombinación
La robustez temporal, o la canalización, puede llevar a la acumulación de cantidades significativas de variación genética críptica. En un nuevo entorno o fondo genético, esta variación puede revelarse y, a veces, ser adaptativa.

### Factores que afectan la evolucionabilidad a través de la robustez
Diferentes códigos genéticos tienen el potencial de cambiar la robustez y la capacidad de evolución al cambiar el efecto de los cambios mutacionales de base única.

## Exploración antes de tiempo
Cuando existe robustez mutacional, muchos mutantes persistirán en un estado críptico. Las mutaciones tienden a caer en dos categorías, ya sea con un efecto muy malo o muy pequeño: pocas mutaciones se encuentran en algún punto intermedio. A veces, estas mutaciones no serán completamente invisibles, pero tendrán efectos raros, con una penetrancia muy baja. Cuando esto sucede, la selección natural elimina las mutaciones muy malas, mientras que las otras no se ven afectadas. Si bien la evolución no tiene "previsión" para saber qué entorno se encontrará en el futuro, algunas mutaciones causan trastornos importantes en un proceso biológico básico y nunca serán adaptativas en ningún entorno. La detección de estos por adelantado conduce a reservas preadaptadas de variación genética críptica. 
Otra forma en que se pueden explorar los fenotipos, antes del fuerte compromiso genético, es a través del aprendizaje. Un organismo que aprende consigue "muestrear" varios fenotipos diferentes durante su desarrollo temprano, y luego se adhiere a lo que mejor funcionó. Más adelante en la evolución, el fenotipo óptimo puede ser asimilado genéticamente, por lo que se convierte en el comportamiento predeterminado en lugar de un comportamiento raro. Esto se conoce como el efecto Baldwin y puede aumentar la capacidad de evolución.
El aprendizaje sesga los fenotipos en una dirección beneficiosa. Pero un aplanamiento exploratorio del paisaje físico también puede aumentar la capacidad de evolución incluso cuando no tiene dirección, por ejemplo cuando el aplanamiento es el resultado de errores aleatorios en procesos moleculares y / o de desarrollo. Este aumento en la capacidad de evolución puede ocurrir cuando la evolución se enfrenta a cruzar un "valle" en un paisaje adaptativo. Esto significa que existen dos mutaciones que son nocivas por sí mismas, pero que son beneficiosas en combinación. Estas combinaciones pueden evolucionar más fácilmente cuando el paisaje se aplana por primera vez, y el fenotipo descubierto se fija mediante asimilación genética.

## Modularidad
Si cada mutación afectara a cada rasgo, entonces una mutación que fue una mejora para un rasgo sería una desventaja para otros rasgos. Esto significa que casi ninguna mutación sería beneficiosa en general. Pero si la pleiotropía está restringida a módulos funcionales, las mutaciones afectan solo un rasgo a la vez, y la adaptación es mucho menos restringida. En una red modular de genes, por ejemplo, un gen que induce un conjunto limitado de otros genes que controlan un rasgo específico bajo selección puede evolucionar más fácilmente que uno que también induce otras rutas de genes que controlan rasgos que no están bajo selección. Los genes individuales también exhiben modularidad. Una mutación en un elemento regulador de cis de la región promotora de un gen puede permitir que la expresión del gen se altere solo en tejidos específicos, etapas de desarrollo o condiciones ambientales en lugar de cambiar la actividad del gen en todo el organismo simultáneamente.

## Evolución de la evolucionabilidad
Si bien la variación que produce una alta capacidad de evolución podría ser útil a largo plazo, en el corto plazo es probable que la mayor parte de esa variación sea una desventaja. Por ejemplo, ingenuamente parecería que aumentar la tasa de mutación a través de un alelo mutador aumentaría la capacidad de evolución. Pero como ejemplo extremo, si la tasa de mutación es demasiado alta, todos los individuos estarán muertos o al menos llevarán una carga de mutación pesada. La selección a corto plazo para una variación baja la mayor parte del tiempo suele pensarse probablemente sea más poderoso que la selección a largo plazo para la evolvibilidad, lo que dificulta que la selección natural provoque la evolución de la evolvibilidad. Otras fuerzas de selección también afectan la generación de variación; por ejemplo, la mutación y la recombinación pueden ser, en parte, subproductos de mecanismos para hacer frente al daño del ADN.
Cuando la recombinación es baja, los alelos de los mutadores todavía pueden a veces hacer una detención ante el éxito de las mutaciones adaptativas que causan. En este caso, la selección puede tener lugar en el nivel del linaje. Esto puede explicar por qué los mutadores se ven a menudo durante la evolución experimental de los microbios. Los alelos mutadores también pueden evolucionar más fácilmente cuando solo aumentan las tasas de mutación en secuencias de ADN cercanas, no en todo el genoma: esto se conoce como un locus de contingencia. 
La evolución de la capacidad de evolución es menos controvertida si se produce a través de la evolución de la reproducción sexual, o a través de la tendencia de los mecanismos generadores de variación a volverse más activos cuando se hace hincapié en un organismo. El prion de levadura [PSI+] también puede ser un ejemplo de la evolución de la capacidad de evolución a través de la capacitancia evolutiva. Un capacitor evolutivo es un interruptor que activa y desactiva la variación genética. Esto es muy parecido a cubrir el riesgo de que un entorno futuro sea similar o diferente. Los modelos teóricos también predicen la evolución de la evolvibilidad a través de la modularidad. Cuando los costos de la evolvencia son suficientemente efímeros, los linajes más evolutivos pueden ser los más exitosos a largo plazo. Sin embargo, la hipótesis de que la evolución es una adaptación a menudo se rechaza en favor de hipótesis alternativas, por ejemplo, la minimización de costos.

## Aplicaciones
Los fenómenos de evolución tienen aplicaciones prácticas. Para la ingeniería de proteínas deseamos aumentar la capacidad de evolución, y en medicina y agricultura deseamos disminuirla. La capacidad de evolución de la proteína se define como la capacidad de la proteína para adquirir diversidad de secuencias y flexibilidad conformacional que puede permitirle evolucionar hacia una nueva función.
En la ingeniería de proteínas, tanto el diseño racional como los enfoques de evolución dirigida apuntan a crear cambios rápidamente a través de mutaciones con grandes efectos. Tales mutaciones, sin embargo, comúnmente destruyen la función enzimática o al menos reducen la tolerancia a otras mutaciones. Identificar las proteínas evolutivas y manipular su capacidad de evolución es cada vez más necesario para lograr una modificación funcional cada vez mayor de las enzimas. Las proteínas también se estudian a menudo como parte de la ciencia básica de la evolvibilidad, ya que las propiedades biofísicas y las funciones químicas se pueden cambiar fácilmente con unas pocas mutaciones. Las proteínas más evolutivas pueden tolerar una gama más amplia de cambios de aminoácidos y permitirles evolucionar hacia nuevas funciones. El estudio de la capacidad de evolución tiene una importancia fundamental para comprender la evolución a largo plazo de las superfamilias de proteínas.
Muchas enfermedades humanas son capaces de evolucionar. Los virus, las bacterias, los hongos y los cánceres evolucionan para ser resistentes a las defensas inmunitarias del huésped, así como a los fármacos. Estos mismos problemas ocurren en la agricultura con pesticidas y herbicidas. Es posible que nos enfrentemos al final de la vida efectiva de la mayoría de los antibióticos disponibles. La predicción de la evolución y la capacidad de evolución de nuestros patógenos, y el diseño de estrategias para frenar o eludir el desarrollo de la resistencia, exige un conocimiento más profundo de las fuerzas complejas que impulsan la evolución a nivel molecular.
Se propone una mejor comprensión de la evolución como parte de una Síntesis Evolutiva Extendida.